# Malcoha africà occidental
El malcoha africà occidental (Ceuthmochares aereus) és una espècie d'ocell de la família dels cucúlids (Cuculidae) que habita la selva humida de l'Àfrica Occidental i Central, des de Gàmbia cap a l'est fins a l'oest de Kenya i cap al sud fins al nord d'Angola.